# 1196 Sheba
Sheba (asteróide 1196) é um asteróide da cintura principal com um diâmetro de 29,17 quilómetros, a 2,1739604 UA. Possui uma excentricidade de 0,1804516 e um período orbital de 1 578 dias (4,32 anos).
Sheba tem uma velocidade orbital média de 18,28749508 km/s e uma inclinação de 17,67665º.
Esse asteróide foi descoberto em 21 de Maio de 1931 por Cyril Jackson.